# Mont-Tramelan
Mont-Tramelan (deutsch Bergtramlingen) ist eine mehrheitlich deutschsprachige politische Gemeinde im Verwaltungskreis Berner Jura des schweizerischen Kantons Bern.

## Geographie

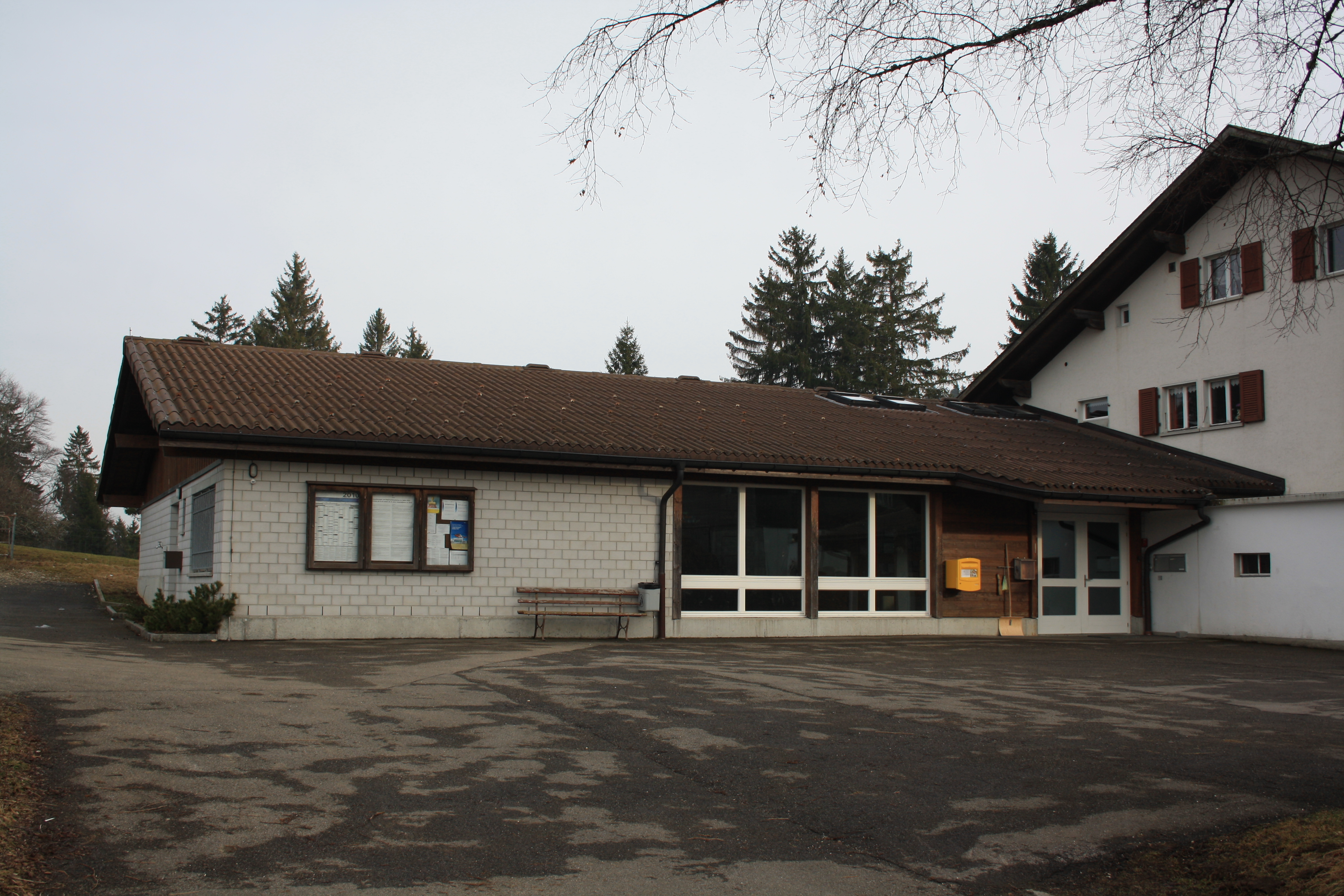
Schulhaus von Mont-Tramelan

Mont-Tramelan liegt auf 1060 m ü. M., 17 km nordwestlich von Biel (Luftlinie), in der Nähe von Tramelan. Die Streusiedlung erstreckt sich nördlich der Jurakette der Montagne du Droit, am Rand der Hochfläche der Franches-Montagnes (deutsch Freiberge).
Die Fläche des 4,6 km² grossen Gemeindegebiets umfasst einen Abschnitt an der Nordflanke der Antiklinale der Montagne du Droit sowie der nördlich anschliessenden Höhe der Freiberge. Ganz im Norden reicht das Gebiet bis an den Rand des Torfmoors La Tourbière. Der höchste Punkt von Mont-Tramelan wird mit 1200 m ü. M. am Nordhang der Montagne du Droit erreicht. Die Gemeinde liegt im Einzugsgebiet der Trame, eines linken Zuflusses der Birs. Eine kleine Exklave erstreckt sich am Südhang des Höhenrückens Montbautier zwischen Tramelan und Tavannes. Von der Gemeindefläche entfielen 1997 4 % auf Siedlungen, 36 % auf Wald und Gehölze und 60 % auf Landwirtschaft.
Die Streusiedlung Mont-Tramelan besteht aus zahlreichen Einzelhöfen, darunter Les Vacheries Brunier am Passübergang von Tramelan nach Les Breuleux. Nachbargemeinden von Mont-Tramelan sind Courtelary, Cortébert, Corgémont, Tramelan, Tavannes und Saicourt im Kanton Bern sowie Les Breuleux im Kanton Jura.

## Bevölkerung

### Einwohnerzahl
Mit 114 Einwohnern (Stand 31. Dezember 2023) gehört Mont-Tramelan zu den kleinen Gemeinden des Berner Juras.
Die Bevölkerungszahl von Mont-Tramelan belief sich 1850 auf 169 Einwohner, 1900 auf 149 Einwohner. Seither pendelte die Einwohnerzahl stets im Bereich zwischen 115 und 150 Personen.

### Sprachen
Von den Bewohnern sind 70,7 % deutschsprachig, 25,9 % französischsprachig, und 2,6 % sprechen Serbokroatisch (Stand 2000).
Dass die Gemeinde mehrheitlich deutschsprachig ist, ist auf Mennoniten zurückzuführen, die sich um 1570 hier wie auf der Montagne du Droit (Sonnenberg) und dem Montbautier (Stierenberg) mit Bewilligung des Fürstbischofs von Basel auf den jurassischen Höhenzügen niedergelassen haben.
Gemäss einem Bericht des Europarates ist Mont-Tramelan eine offiziell französischsprachige Gemeinde mit deutschsprachiger Bevölkerungsmehrheit. 1942 wollte die Gemeinde Deutsch als Amtssprache einführen, was zu Spannungen in den umliegenden Gemeinden führte. Dieser kommunale Entscheid wurde von der Regierung am 19. Juni 1942 aufgehoben, die Gemeindebehörde verwendet jedoch weiterhin die deutsche Sprache im Umgang mit Deutschsprachigen. 1952 fiel wiederum ein Entscheid für die deutsche Sprache. Gegen den offiziellen Gebrauch des Deutschen gab es immer wieder Proteste aus dem französischsprachigen Teil des Juras, insbesondere auch gegen die seit 1897 öffentliche, vormals private deutschsprachige Schule, letztmals 1980. In späteren Jahren wurden einige Fächer auf Französisch unterrichtet; fast alle Schüler sind zweisprachig. 2013 wurde die Schule, in zuletzt noch von 14 Schülerinnen und Schülern besucht wurde, geschlossen.

## Politik
Bei den Nationalratswahlen 2023 betrugen die Wähleranteile in Mont-Tramelan (in Klammern die Veränderung im Vergleich zu den Wahlen 2019 in Prozentpunkten): SVP 52,99 % (+5,32), EVP 19,30 % (−0,95), EDU 7,04 % (+5,62), SP 6,66 % (−1,01), Grüne 6,28 % (+4,03), FDP 3,63 % (+3,05), Mitte 1,89 % (−6,19), SD 0,00 % (+/−0,00), glp 0,00 % (−1,42).

## Wirtschaft
Mont-Tramelan lebt heute noch von der Landwirtschaft, wobei Vieh- und Pferdezucht sowie Milchwirtschaft überwiegen. Ausserhalb des primären Sektors gibt es nur wenige Arbeitsplätze.

## Verkehr
Die Gemeinde liegt an der Kantonsstrasse von Tramelan nach Le Noirmont. Durch einen Postautokurs, der von Tramelan nach Saint-Imier verkehrt, ist Mont-Tramelan an das Netz des öffentlichen Verkehrs angeschlossen.

## Geschichte
Das Gebiet von Mont-Tramelan wurde zu Beginn des 17. Jahrhunderts urbar gemacht und von Täufern besiedelt, die zuvor aus dem Emmental vertrieben worden waren. Die Gemeinde unterstand bis 1797 dem Fürstbistum Basel. Von 1797 bis 1815 gehörte Mont-Tramelan zu Frankreich und war anfangs Teil des Département Mont-Terrible, das 1800 mit dem Département Haut-Rhin verbunden wurde. Durch den Entscheid des Wiener Kongresses kam der Ort 1815 an den Kanton Bern, wo er dem Bezirk Courtelary zugeteilt wurde.

## Sehenswürdigkeiten
Mont-Tramelan besitzt einige charakteristische Bauernhäuser des Hochjuras aus dem 18. und 19. Jahrhundert.